# Arrayanal
Arrayanal est une localité rurale argentine située dans la province de Jujuy et dans le département de San Pedro. Elle est située sur la route nationale 34, à 6 km au nord de San Pedro de Jujuy, entouré des champs de canne à sucre de la sucrerie La Esperanza.
La localité abrite une communauté ethnique guarani. En 1943, une grève a débuté dans ce lot, qui s'est ensuite étendue au reste de la sucrerie, et a fait quatre morts parmi les ouvriers après des affrontements avec la police.